# トゥルガイの地上絵
トゥルガイの地上絵（Steppe Geoglyphs）はカザフスタン北部、トゥルガイで発見された新石器時代の構造物群である。少なくとも260以上の構造物が発見されている。

## 構造物
これら構造物の多くは、盛り土、構、塁壁など比較的小さなストラクチャーからなり、それらをいくつも並べることで四角、十字、線や輪といった幾何学図形やその他の複合的な図形が形づくられている。図形の大きさは直径およそ90メートルから400メートル、地面の掘削や盛り土以外にも、いくつかの図形では石を並べるという手法が取られている。

## 発見
この地上絵は2007年にディミトリ・デイ（Dimitriy Dey）によって発見された。彼はグーグルアースのサテライトイメージを使いカザフスタンのピラミッドを探索しているときにこの地上絵を見つけている。ピラミッドは世界中で見つかっている、という内容のテレビ番組に影響されたものだった。その後2014年になって初めて学会に報告された。
光刺激蛍光線量（en:optically stimulated luminescence）からこれら構造物の作られた年代が測定され、結果は8千年前から1千年前の間を示した。ディミトリ・デイは7千年から9千年前のマハンジャルスク文化（Mahandzhar culture）の痕跡ではないかと提起している。